# Бахрейнско-саудовские отношения
Бахрейнско-саудовские отношения — двусторонние дипломатические отношения между Бахрейном и  Саудовской Аравией. 

## История
29 сентября 1971 года были установлены дипломатические отношения между странами. 8 июля 1981 года было подписано соглашение о строительстве моста между странами. Само строительство началось через год. Первый камень в основание моста 11 ноября 1982 года заложили главы государств король Фахд и эмир Иса ибн Салман Аль Халифа. 25 ноября 1986 года состоялось торжественное открытие сооружения. В марте 2011 года мост короля Фахда позволил оперативно перебросить 1000 саудовских военнослужащих и 500 полицейских ОАЭ для борьбы с беспорядками в Бахрейне (2011).
Бахрейн поддерживает Саудовскую Аравию в её противостоянии с Ираном. Так, в январе 2016 года бахрейнские власти дали иранским дипломатам 48 часов на то, чтобы покинуть страну. Бахрейн объяснил данный шаг поддержкой своего исторического союзника Саудовской Аравии в её решении казнить шиитского богослова, что вызвало крайне нервную реакцию иранских властей.

## Экономические отношения
Саудовская Аравия является основным торгово-экономическим партнёром Бахрейна. На долю саудитов приходится 29,1 % всего импорта Бахрейна.